# Carlow
Carlow (forma anglicizzata) o Ceatharlach (in irlandese, lett. "luogo del bestiame") è una cittadina della Repubblica d'Irlanda, county town dell'omonima contea. Dista 84 km dalla capitale irlandese Dublino e ha una popolazione di oltre 23.000 persone, 3.000 dei quali sono studenti.
La cittadina si trova sulle rive del fiume Barrow.

## Origine del nome
Il toponimo deriva dal gaelico Ceatharlach, in passato spesso traslitterato in inglese anche come Caherlagh, Caterlagh e Catherlagh. Il significato preciso del termine non è chiaro, essendo Ceathar- riferibile alle mandrie dei bovini e -lach agli stormi di anatre. Un'altra teoria vorrebbe che in realtà il termine irlandese derivi dalla parola Ceatharloch che significa invece "lago quadruplo".

## Storia
L'area di Carlow è abitata da migliaia di anni. Il monastero di St Mullins si crede sia stato fondato nelle vicinanze nel VII secolo. Il 1180 vide invece la costruzione del Carlow Castle da parte di William the Marshall, II conte di Pembroke, a guardia dell'importantissimo guado sul fiume. Nei secoli successivi altri edifici storici furono eretti, come i castelli di Ballyloughan, Ballymoon, e Leighlinbridge e la Tower House, tutti del XIV secolo. La cattedrale cattolica dell'Assunzione, in stile neogotico, risale al 1833. Il Collegio di San Patrizio è del 1793, mentre il Tribunale del XVIII secolo. Ci sono ancora molte tenute antiche e case nell'area circostante, tra le quali, degne di nota, Duckett's Grove e Dunlecky Manor. St. Mullins oggi ospita un centro visitatori.
La cittadina è richiamata dalla nota folk song Follow Me up to Carlow (Seguimi fino a Carlow), e fu, durante la ribellione del 1798, la scena di un orribile massacro di 600 ribelli e civili seguito da un attacco al centro abitato senza successo.

## Espansione
Carlow è situata sulla strada nazionale N9 da Dublino a Waterford, ma è anche connessa via ferroviaria al sistema nazionale. Questi trasporti hanno aiutato Carlow a diventare un'importante città-satellite della capitale irlandese negli anni recenti, ma allo stesso tempo un importante centro per l'educazione grazie all'Institute of Technology che ha incoraggiato molti studenti a non lasciare la propria città.

## Economia
L'industria di Carlow comincia la sua lunga strada nel XX secolo, quando la cittadina diviene il centro del lento processo d'industrializzazione della nazione, con la creazione della Irish Sugar Company - allora il fiore all'occhiello dell'industria irlandese, lo zuccherificio aprì nel 1926 come impresa privata, fu nazionalizzato e poi ri-privatizzato. La storica fabbrica ha chiuso il 1º marzo 2005 su decisione del settore manageriale della Greencore a seguito della poca convenienza economica di mantenere in piedi ulteriormente la struttura, anche se alcuni hanno subito addotto motivazioni politiche.
La Braun è stata una delle principali imprese di Carlow fino al 2010, anno in cui chiuse lo stabilimento dove prodotti spazzolini elettrici,asciugacapelli e di altri piccoli elettrodomestici.
Altre imprese importanti sono la Läpple che produce componentistica per automobili e lo stesso Istituto Tecnologico impiega molto personale. A parte queste eccezioni già menzionate, Carlow soffre tuttavia dello stesso problema delle cittadine della zona, ovvero l'incapacità di attirare un numero maggiore di nuove industrie.